# ヘスス・フェルナンデス・コラード
ヘスス（Jesús）こと、ヘスス・フェルナンデス・コラード（Jesús Fernández Collado、1988年6月11日 - ）は、スペイン・マドリード出身のプロサッカー選手。リーガI・シェプシOSK所属。ポジションはゴールキーパー。

## 経歴
ビジャレアルCFやヘタフェCFなどのユースに所属した後、2007年にCDヌマンシアに加入。2年間テルセーラ・ディビシオンのBチームで経験を積み、2009-10シーズンにはトップチームに昇格した。
2010年にはレアル・マドリード・カスティージャへ移籍。イェジー・ドゥデクの引退試合となった2011年5月21日のUDアルメリア戦で試合終了前にドゥデクに変わって出場し、トップチームデビューした。2012-13シーズンにトップチームに昇格した。
2014年8月4日、ケイロル・ナバスと入れ替わる形でレバンテUDに移籍した。
2016年1月22日、グラナダCFへ移籍。7月21日、カディスCFと2年契約を結んだ
2018年8月17日、ルーマニアのCFRクルジュと契約を結んだ。

## タイトル
レアル・マドリード・カスティージャ
- セグンダ・ディビシオンB: 2011-12

レアル・マドリード
- コパ・デル・レイ: 2013-14
- UEFAチャンピオンズリーグ: 2013-14

CFRクルジュ
- リーガI: 2018-19